# Hendrik Kuijpers
Hendrik Kuijpers ('s-Hertogenbosch, 8 maart 1875 - Mortsel, 7 maart 1946) was een Belgisch industrieel en de eerste medewerker van Lieven Gevaert.

## Levensloop
Ondanks zijn begaafdheid moest hij als oudste zoon vroeg de school verlaten om geld te verdienen voor zijn broers en zussen. Op 7 oktober 1891 reageerde hij op een advertentie en kwam als leerjongen in dienst van de twee jaar tevoren opgerichte fotostudio van Lieven Gevaert en diens moeder. Hij werd werktuigkundige, bakman, roller, preparateur, tekenaar en meestergast. Toen de Gevaert-fabriek groeide, werd hij Technisch Bestuurder en later Algemeen Technisch Bestuurder en lid van de Raad van Beheer. Hij was gehuwd met Maria Verkammen en woonde aan de Septestraat 29 te Mortsel. De directieraden van de onderneming vonden vaak plaats in de veranda van dat huis.
Hij ontwierp samen met Lieven Gevaert een halfautomatische machine voor de productie van collodiumpapier.
Hij was ook commandant van de bedrijfsbrandweer, een niet onbelangrijke verantwoordelijkheid in een fabriek die cellulosenitraat verwerkte. Volgens zijn kleindochter Maria provoceerde hij soms medewerkers door met een pijp in de mond om een vuurtje te vragen, waarop het correcte antwoord luidde dat er niet mocht gerookt worden.

## Eerbetoon
Op 7 oktober 1941 hernoemde de Mortselse gemeenteraad de toenmalige Grensstraat naar hem wegens grote diensten aan de gemeente.